# Tujereng
Tujereng – miasto w Gambii, w Okręgu West Coast, w dystrykcie Kombo South.

## Znani ludzie urodzeni w Tujereng
- Musa Juwara - Piłkarz